# Gonal (P.N.), Muddebihal
Gonal (P.N.) là một làng thuộc tehsil Muddebihal, huyện Bijapur, bang Karnataka, Ấn Độ.